# Diogo Dalot
José Diogo Dalot Teixeira (pronunție în portugheză [diˈoɡu dɐˈlo] ; n. 18 martie 1999, Braga, Portugalia) este un fotbalist profesionist portughez care joacă pe postul de fundaș dreapta la Manchester United în Premier League și la echipa națională a Portugaliei.
Dalot este un produs al sistemului de tineret a lui Porto și și-a făcut debutul profesional pentru echipa B a clubului în ianuarie 2017. Și-a făcut debutul la prima echipă într-un meci din Taça de Portugal în octombrie 2017. După opt apariții cu Porto, s-a alăturat lui Manchester United în iunie 2018 pentru o sumă raportată de 22 de milioane de euro. Din octombrie 2020 până în iunie 2021, Dalot a fost împrumutat clubului italian din Serie A, AC Milan .
Dalot a reprezentat Portugalia la mai multe niveluri de tineret, de la sub 15 până la sub 21. A fost membru al echipei sub 17 ani care a câștigat Campionatul European sub 17 din 2016. Și-a făcut debutul internațional la seniori cu Portugalia la UEFA Euro 2020.

## Carieră

### Porto
Născut la Braga, Dalot sa alăturat sistemului de tineret a lui Porto în 2008, la vârsta de nouă ani. La 28 ianuarie 2017, și-a făcut debutul la seniori cu echipa B, jucând toate cele 90 de minute într-o înfrângere cu 2-1 pe teren propriu împotriva lui Leixões în campionatul LigaPro.
Dalot a apărut pentru prima dată cu prima echipă într-un joc competitiv pe 13 octombrie 2017, începând cu o victorie cu 6-0 în deplasare împotriva lui Lusitano de Évora în Taça de Portugal. El a jucat pentru prima dată în Primeira Liga pe 18 februarie 2018, intrând de pe bancă în minutul 75 într-o victorie cu 5-0 pe teren propriu împotriva lui Rio Ave. 

### Manchester United

#### 2018–20: Primele sezoane la Manchester
Dalot a semnat pentru clubul din Premier League, Manchester United, pe 6 iunie 2018, cu un contract de cinci ani, pentru o sumă de 19 de milioane de lire sterline. La sosirea sa la Manchester, antrenorul José Mourinho a spus că, având în vedere vârsta sa fragedă, a fost unul dintre cei mai buni fundași dreapta din jur. Și-a făcut debutul pe 19 septembrie 2018 într-un meci în deplasare din faza grupelor a Ligii Campionilor împotriva echipei elvețiene Young Boys, dar nu a reușit să aibă continuitate în echipă din cauza unei accidentări suferite în sezonul precedent.
Și-a făcut debutul în Premier League pe 1 decembrie într-o remiză cu 2-2 în deplasare împotriva lui Southampton. În ciuda demiterii lui Mourinho și sosirea noului antrenor Ole Gunnar Solskjaer, Dalot a rămas o opțiune valoroasă: la sfârșitul sezonului, a avut 23 de apariții. În acel sezon, a avut un meci memorabil la Paris, în manșa a doua din sferturile Ligii Campionilor contra lui Paris Saint-Germain, unde Manchester United a întors scorul datorită unui penalti primit în ultimele minute, acordat datorită unui șut a lui Dalot. A marcat al doilea gol într-o victorie cu 6-0 în FA Cup împotriva lui Tranmere Rovers; a fost primul său gol pentru United.
În timpul primelor sale sezoane la echipă, Dalot s-a luptat cu diverse accidentări și, după sosirea lui Aaron Wan-Bissaka, performanțele sale au fost sever limitate cu Ole Gunnar Solskjaer ca antrenor.

#### 2020–21: Împrumut la AC Milan
În urma puținelor minute primite la Manchester United, Dalot a fost împrumutat echipei italiene din Serie A, AC Milan, pentru sezonul 2020-21. El a debutat cu Milan pe 22 octombrie, într-o victorie cu 3-1 împotriva lui Celtic într-un meci din faza grupelor UEFA Europa League . Șapte zile mai târziu, Dalot a marcat primul său gol pentru Milan și a oferit un pasă de gol pentru compatriotul său, Rafael Leão, într-o victorie cu 3-0 acasă în faza grupelor UEFA Europa League împotriva Spartei Praga. Și-a făcut debutul în Serie A pe 1 noiembrie, înlocuindu-l pe Davide Calabria în minutul 71 al unei victorii cu 2-1 în deplasare împotriva lui Udinese. A fost folosit ca titular pentru prima dată într-o remiză 2–2 în deplasare împotriva lui Genoa. Pe 7 martie 2021, Dalot a marcat primul său gol în Serie A într-o victorie cu 2-0 în deplasarea de la Hellas Verona.
În timpul sezonului, versatilitatea lui Dalot ia permis să joace fie ca fundaș dreapta, cât și ca fundaș stânga. Acest lucru l-a făcut o piesă importantă a echipei lui Stefano Pioli, ajutându-l pe Milan să-și asigure locul doi în Serie A 2020–21 și calificarea în Liga Campionilor 2021–22 după o absență de opt ani. În perioada sa ca Rossonero, a reușit să joace în mod regulat, având 33 de apariții, marcând două goluri și oferind trei pase decisive. După cum spunea adesea chiar Dalot, în Italia a reușit să se perfecționeze în defensivă, fără a-și pierde capacitatea de atac.

#### 2021 – prezent: Revenire după împrumut

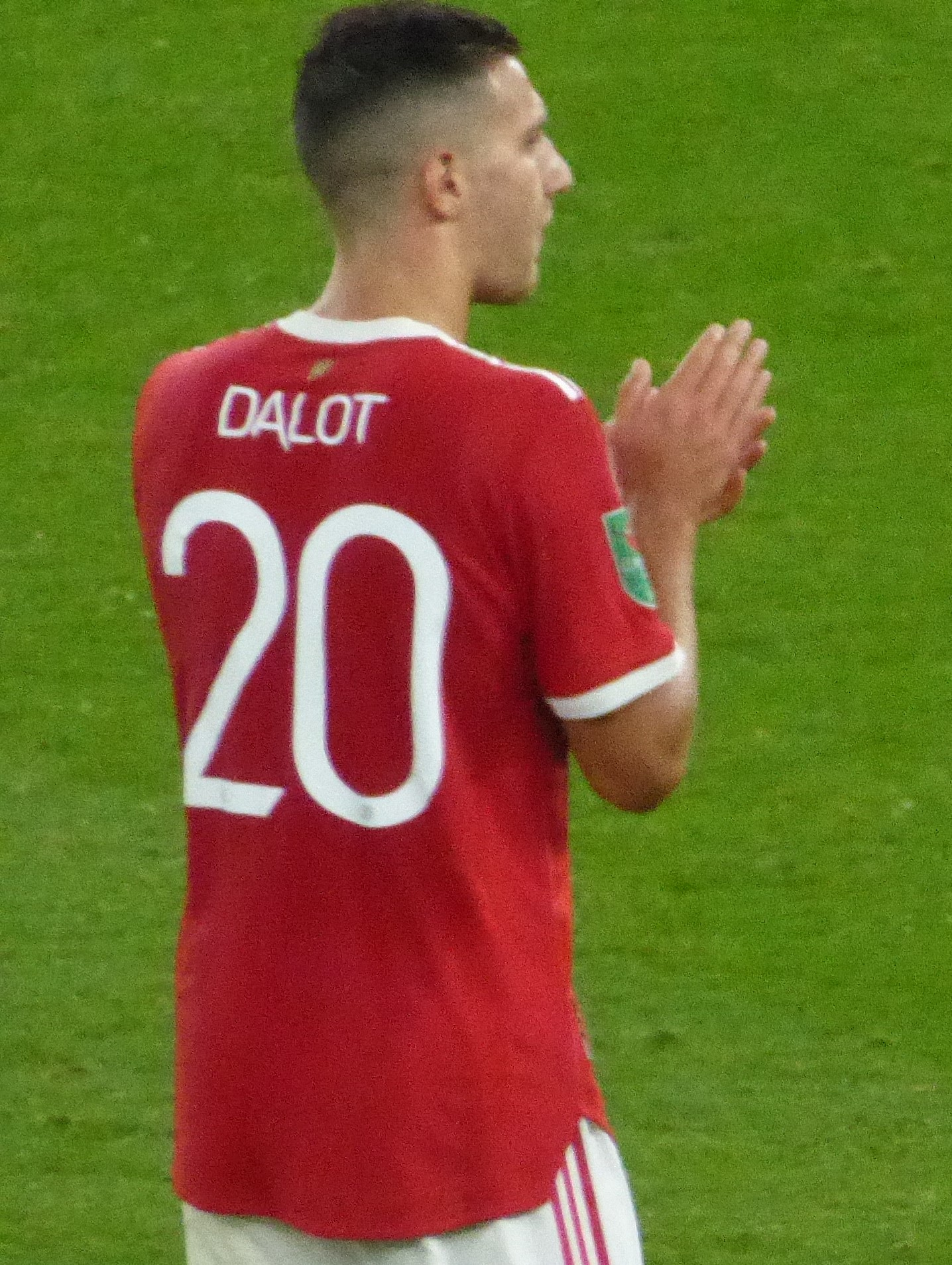
Dalot jucând pentru Manchester United în sezonul 2021-22

În vara lui 2021, Manchester United a fost interesat să semneze un alt fundaș dreapta. Între timp, Milan, care a fost impresionată de Dalot în timpul pe care acesta la petrecut sub formă de împrumut, a început negocierile cu Manchester United pentru a-l semna permanent. După ce s-a întors la Manchester United, l-a impresionat pe antrenorul Ole Gunnar Solskjaer cu performanțele sale din pre-sezon. Borussia Dortmund a fost, de asemenea, interesată să-l semneze tot cu un împrumut, dar a decis să rămână la United pentru a concura cu Aaron Wan-Bissaka pentru un loc în primul unsprezece. Pe 22 septembrie, Dalot a jucat primul său meci ca titular, într-o înfrângere cu 1-0 pe teren propriu cu West Ham United în runda a treia a Cupei EFL. De atunci, a avut ocazii limitate cu două începuturi de meci și trei apariții de pe bancă. A jucat împotriva lui Villarreal într-un meci din faza grupelor a Ligii Campionat după ce Wan-Bissaka a fost suspendat pentru două meciuri.
În timpul verii, după ce clubul nu a reușit să semneze un nou fundaș dreapta pentru a-și întări apărarea, lui Dalot i s-a oferit oportunitatea de a-l înlocui pe Aaron Wan-Bissaka, pe care nu a irosit-o, cu performanțele sale în atac și capacitatea de implicare în joc în ultima treime, impresionând-ul pe noul antrenor Erik ten Hag, ceea ce a făcut ca performanțele lui Dalot să fie foarte lăudate, primind diverse laude drept jucătorul cel mai îmbunătățit al United în sezonul 2022-23.

## Carieră internațională
La 13 iunie 2021, Dalot a fost inclus în lotul Portugaliei pentru UEFA Euro 2020 ca înlocuitor al lui João Cancelo, care s-a retras după ce a fost testat pozitiv pentru COVID-19. Și-a făcut debutul zece zile mai târziu în ultimul meci din grupă – un egal 2–2 cu Franța la Budapesta – în care l-a înlocuit pe Nélson Semedo în ultimele 11 minute. Pe 27 iunie, Dalot a făcut primul său start cu echipa națională de seniori, într-o înfrângere cu 1-0 în fața Belgiei în turul 16.
În octombrie 2021, a fost convocat de Portugalia și pe 9 octombrie a oferit două pase decisive, primul fiind transformat de Cristiano Ronaldo într-o victorie cu 3-0 pe teren propriu împotriva Qatarului. Pe 24 septembrie 2022, Dalot a marcat primele două goluri internaționale într-o victorie cu 4-0 în deplasare împotriva Republicii Cehe în timpul Ligii Națiunilor UEFA 2022-23 .
În octombrie, a fost numit în echipa preliminară de 55 de jucători a Portugaliei pentru Cupa Mondială FIFA 2022 din Qatar, fiind inclus în echipa finală de 26 de oameni pentru turneu.

## Palmares
Porto
- Primeira Liga: 2017–18 [37]

Portugalia sub 17
- Campionatul European UEFA sub-17: 2016 [38]

Individual
- Echipa turneului la Campionatul European UEFA sub-17: 2016 [39]
- Echipa turneului la Campionatul European UEFA sub-19: 2017 [40]